# Aletheian
Aletheian é uma banda cristã de metal progressivo e death metal formada em 1997, em Lebanon, Pensilvânia. Inicialmente criada como Crutch (lançando 2 álbuns e 1 EP), mudaram de nome em 2003 após a saída de dois membros. O nome da banda tem origem do grego (αλητείαν), que significa "verdade".

## Integrantes
Formação atual
- Alex Kenis - guitarra, baixo, teclado e vocal
- Donny Swigart - guitarra
- Joel Thorpe - vocal
- Joe Walmer - bateria

Anteriormente
- Travis Turner - bateria
- Keith Isenberg - baixo
- Vinnie Aldrege - vocal
- Bryan Clarkson - bateria
- Travis Wagner - baixo

## Discografia
- 2003 - Apolutrosis
- 2005 - Dying Vine (relançado em 2008)

## Videografia
- Live (2005)